# Bonnaventure-François de Boisfermé
Bonnaventure-François de Boisfermé (* 1661; † 11. Dezember 1722) war ein französischer Soldat und Kolonialadministrator. Er war Commander oder Acting Governor in Marie-Galante, Guadeloupe und Martinique und wurde 1722 zum Gouverneur von Grenada ernannt, starb aber, bevor er sein Amt antreten konnte.

## Jugend (1661–1695)
Bonnaventure-François de Boisfermé wurde 1661 in Saint-Michel-sur-Loire, Indre-et-Loire, geboren.
Seine Familie gehörte zum alten Adel.
Am 1. Januar 1691 war er bereits Lieutenant der Artillerie.

## Marie-Galante (1695–1702)
Ab dem 1. Januar 1695 war Boisfermé Lieutenant du roi auf Marie-Galante.
Charles Auger, nominell der Gouverneur von Marie-Galante, wurde am 21. August 1695 als Gouverneur von Guadeloupe ernannt und durch einen M. de Lauriére ersetzt.
Lauriére starb bald darauf und Boisfermé wurde als Ersatz als Gouverneur von Marie-Galante benannt.
Er wurde am 1. September 1696 in sein Amt eingesetzt.
Um Marie-Galante nach der Zerstörung durch die Engländer zu entschädigen, befreite der König am 3. November 1699 die Insel von allen Steuern auf vier Jahre. Boisfermé war bis 1702 im Amt.

## Guadeloupe 1702–1705
Boisfermé war Kommandeur in Guadeloupe ab dem 8. November 1702.
Marie-Galante wurde am 6. März 1703 erneut von den Engländern erobert und geplündert.
Am 19. März 1703 wurde die englische Invasionsflotte unter Walker und Christopher Codrington südlich von Guadeloupe gesichtet.
In den nächsten Tagen landeten die Engländer mehr als 4.000 Soldaten an drei Landungspunkten an und drängten die französischen Verteidiger nach Fort Saint Charles in Basse-Terre zurück.
Am 3. April 1703 langte eine französische Flotte mit 820 Männern von Martinique unter Jean Gabaret, dem Lieutenant General der Französischen Antillen, an.
Zu den untergeordneten Kommandanten gehörten Boisfermé, Louis Gaston de Cacqueray de Valmenier, Jean Clair Dyel Du Parquet, François de Collart und Jean Du Buc.
Ein Versuch, das Fort Francis zu halten, scheiterte und die Franzosen wurden nach Osten getrieben.
Gabaret benutzte die Taktik der Verbrannten Erde und zerstörte die Ressourcen, bevor er sich ins Hinterland zurückzog, und dann bedrängte er die Engländer, während Krankheiten und Mangel an Wasser und Nahrung deren Stärke zunichtemachte.
Die Engländer gaben Guadeloupe am 15. Mai 1703 wieder auf. Sie verursachten zwar große materielle Schäden aber nur wenige Opfer bei den Franzosen.
Durch einen königlichen Erlass vom 1. Mai 1703 wurde Auger anstelle von Jean-Baptiste du Casse, dem Geschwaderkommandeur der Naval Armies of America, zum Gouverneur von Tortuga und der Küste von Saint-Domingue ernannt.
Boisfermé wurde Interims-Gouverneur von Guadeloupe von 1703 bis 1705.

## Letzte Jahre 1705–1722
Boisfermés Nachfolger in Guadeloupe wurde 1705 Robert Cloche de La Malmaison.
Die Franzosen eroberten Marie-Galante 1706 zurück.
Boisfermé wurde am 2. November 1705 in Fort Royal, Martinique, zum Kommandeur ernannt.
Er war Interims-Kommandeur von Martinique in Abwesenheit des Gouverneurs von 1712 bis 1713.
Am 8. Februar 1712 heiratete er in Fort Royal Catherine Le Boucher, die Wittwe von Emmanuel Nadau du Triel und Mutter von Charles François Emmanuel Nadau du Treil, des zukünftigen Gouverneurs von Guadeloupe.
In einem Brief vom 20. Mai 1713 schrieb Jérôme Phélypeaux, dass Boisfermé die natürliche Wahl für den Gouverneursposten von Marie-Galante gewesen sei, obwohl er nicht gerne zurückkehren wollte; er sei beschämt gewesen durch die Ernennung von Malmaison als Gouverneur von Guadeloupe.
Er hatte exzellente militärische Qualitäten und hatte seine Loyalität bewiesen, als er einen Arm im Dienste des Königs verloren hatte.
Er hatte auch als Kommandeur von Guadeloupe gute Regierung gezeigt, als Malmaison als Lieutenant für den König gedient hatte.
Boisfermé wurde dann am 1. August 1714 als Kommandeur von Marie-Galante ernannt.
Charles de Brunier de Larnage wurde  als Royal Lieutenant von Marie-Galante ernannt. Er trat sein Amt am 23. August 1714 an.
Boisfermé wurde am 1. Dezember 1722 zum Gouverneur von Grenada ernannt.
Er folgte Jean Balthazar du Houx, welcher am 29. August 1722 verstorben war.
Boisfermé starb selbst am 11. Dezember 1722 in Martinique.
In Grenada wurde Robert Giraut du Poyet als Gouverneur eingesetzt, welcher von 1723 bis 1727 im Amt war.
Robert Philippe de Longvilliers de Poincy, Captain General von Saint-Christophe, wurde dafür der nächste Gouverneur von Marie-Galante.